# Lasiobelba yoshii
Lasiobelba yoshii är en kvalsterart som först beskrevs av Sandór Mahunka 1987.  Lasiobelba yoshii ingår i släktet Lasiobelba och familjen Oppiidae. Inga underarter finns listade i Catalogue of Life.